# 日本紀略
《日本紀略》34卷，撰者不詳，是日本平安時代編纂的編年體史書，以漢文寫成，記述神代至長元9年（1036年）後一條天皇崩御間事，與現存六國史有足資相互比勘補完之處。

## 概要
本書書名見於載籍者頗有異同，鎌倉時代的《本朝書籍目錄》作《日本史記略》或《日本史略》，近藤重藏《右文故事》作《日本紀類》。自鴨祐之《日本逸史》、德川光圀《大日本史》稱之為《日本紀略》，其名始漸為世所通用。
本書分為神代至宇多天皇的前篇20卷，與醍醐天皇至後一條天皇的後篇14卷，兩者性質有很大的差別。前編神代部分全本於《日本書紀》神代紀，無所增減。神武天皇至光孝天皇部分，為六國史之抄錄，但細節往往有撰者以己意加筆與省略之處，不過今本《續日本紀》被削除的桓武天皇延曆4年（785年）藤原種繼暗殺事件始末，與《日本後紀》闕卷部分，惟賴本書以窺梗概，因而可貴。
前篇宇多天皇，與後篇醍醐天皇、朱雀天皇三朝，本之《新國史》；村上天皇至後一條天皇部分，則可能是撰者依《外記日記》等公私史料加以編輯，但敘事簡略，月日疏漏，近乎未定稿。

## 版本
《日本紀略》最早的刻本，是山崎知雄承塙保己一之命，以10種寫本合校，嘉永3年（1850年）刊行的後篇14卷本；當時流通於世從醍醐天皇至後一條天皇朝的寫本，多稱為《九代略紀》、《九代實錄》。
至於從神代至後一條天皇的全本，則出於南都（奈良）一條院，經久邇宮家收藏後，現存宮內廳書陵部，經《國史大系》採錄為底本排印刊行，而為現代的通行本。

## 書誌情報
- 黑板勝美 編《新訂增補國史大系》（吉川弘文館、2007年OD版）
  - 卷10 日本紀略 前篇 ISBN 978-4-642-04010-5、卷11 日本紀略 後篇‧百錬抄 ISBN 978-4-642-04011-2

## 腳注
1. ↑  元祿五年（1692年）成書，享保九年（1724年）刊行的《日本後紀》輯本。
2. 1 2  坂本太郎《六国史》 351頁。
3. ↑  坂本太郎《六国史》356頁
4. ↑  坂本太郎《六国史》 354~355頁
5. 1 2  坂本太郎《六国史》 352頁